# Бахлул Бехджат
Бахлул Бехджат; Бахлул эфенди Мустафа эфенди оглу Эфендиев (азерб. Bəhlul Behcət; 1869, Зангезурский уезд — 15 марта 1938, Баку) — азербайджанский педагог, учёный-литературовед, фольклорист, филолог, публицист.

## Биография
Бахлул Бехджат родился в 1869 году в селе Дондарлы Зангезурского уезда. Начальное образование получил от своего отца а затем от своего тестя Гаджи Гасыма Челеби. Позднее он продолжил свое образование в городе Шуша в мусульманском духовном училище — медресе. В 1915 году назначен Муфтием Кавказа на пост кази Зангезурского уезда. Во время Советской власти несколько раз был арестован и сослан. В промежутках между арестами работал корректором в «Азернешре», вел исследования в области национальной литературы, и творил под псевдонимом «Бехджат». Неоценимы заслуги Бахлула Бехджата в сборе и публикации образцов азербайджанского устного народного творчества. Кроме того он является автором научного-исследовательского труда на тему «Низами и Кавказский фольклор». Бахлул Бехджат доказал, опираясь на устные и письменные источники, что Бахлул Даненде был реально существующей исторической личностью, азербайджанцем, жившим в IX столетии в Тебризе, прославившимся среди современников как ученый, садовод, выведший новый сорт вишни, который так и называли «Бехлил». В архивах сохранились собранные им свидетельства, документы и притчи о Бахлуле Даненде. 15 марта 1938 года Бахлул Бахджат подвергся репрессиям и был расстрелян.

## Некоторые сочинения
- История Качаг Наби
- Низами и Кавказский фольклор
- История Карабаха